# Liste des églises du Pas-de-Calais
La liste des églises du Pas-de-Calais vise à situer les églises du département français du Pas-de-Calais. Il est fait état des diverses protections dont elles peuvent bénéficier, et notamment les inscriptions et classements au titre des monuments historiques.

## Rattachement diocésain des églises catholiques
En ce qui concerne le culte catholique, les églises sont situées dans le diocèse d'Arras.

## Statistiques

### Nombres
Le département du Pas-de-Calais comprend 890 communes au 1er janvier 2023.
Depuis 2022, le diocèse d'Arras compte 89 paroisses.

## Liste des églises catholiques classées par commune par ordre alphabétique
Le classement ci-après se fait par commune selon l'ordre alphabétique.
Il est fait état des diverses protections dont elles peuvent bénéficier, et notamment les inscriptions et classements au titre des monuments historiques.